# Cuandofloden
Cuandofloden (eller Kwando med den ikke-koloniale stavning) er en flod, der løber i det sydlige centrale Afrika, gennem Angola og Namibias Caprivi-stribe og ind i Linyanti-sumpene på Botswanas nordlige grænse. Neden for sumpen kaldes floden Linyantifloden og længere mod øst Chobefloden, før den løber ud i Zambezifloden.
Cuando har sit udspring på det centrale plateau i Angola på skråningerne af Mount Tembo, hvorfra den løber mod sydøst langs den zambiske grænse. På denne strækning løbe den i en labyrint af kanaler i en sumpet korridor der er 5-10 km bredt (kort 1: grænsen til Zambia er den østlige bred af denne flodslette, ikke flodkanalen). Som med alle floder i det sydlige centrale Afrika varierer dens vandmængde enormt mellem regntiden, når den oversvømmes og kan være flere kilometer bred, og den tørre sæson, hvor den kan forsvinde i sumpområde.
Cuando fortsætter i sin sumpede kanal tværs over halsen på Caprivi-striben i Namibia (nr. 2 på kortet) og danner derefter grænsen mellem Namibia og Botswana, mens den fortsætter mod sydøst. For omkring 10.000 år siden fusionerede Cuando med Okavangofloden, og de løb sydpå til Makgadikgadi-søen (som er et sæsonbestemt vådområde i nutiden), men landet i dette område blev hævet. Som en konsekvens heraf møder Cuando nu lidt højere terræn (nr. 4 på kortet) og fordeler sig i mange kanaler og sumpe (kaldet Linyantisumpen) oversået med alluviale øer, og forsvinder næsten i sandet i Kalahariørkenen som Okavango (nr. 5 på kortet). Strømmen drejer skarpt mod øst og danner stadig grænsen til Botswana. I den tørre sæson er der få åbne kanaler gennem sumpe og moser. Fra dette tidspunkt er det kendt som Linyanti (kortet nr. 6), og efter at den løber gennem en sæsonbestemt sø, Lake Liambesi (kortet nr. 7), kaldes den Chobe (kortet nr. 8). Floden løber derefter ud i Zambezi lige over den tidligere Kazungula-færge (kortet nr. 9), der nu er erstattet af Kazungula-broen .
I år, hvor der er stor vandføring i Okavango, undslipper noget af vandet mod øst langs Magwekwanaflodens normalt tørre kanal (også kendt som Selinda Spillway) ind i Linyanti-sumpen og kommer således ind i Zambezibassinet. Selinda Spillway og Boteti-floden er de eneste udløb i Okavangobassinet .
På nordsiden af Chobefloden ligger Caprivisumpene, på kanten af dem ligger den ruinerne af hovedstaden for Kololo-folket, der erobrede Barotseland i det 19. århundrede.
Så meget af vandet i Cuando, Linyanti og Chobe går tabt ved fordampning i de forskellige sumpe, at dets bidrag til Zambezi er meget lille, undtagen i enkelte år, hvor der er store oversvømmelser.
Flodforgreningen Magwegganafloden (eller Selinda Spillway), ved Cuando-floden, forbinder Kalahari-bassinet med Zambezi-bassinet.

## Dyreliv
Cuando-systemet er kendt for sit dyreliv, og i det meste af flodens længde er områderne på begge sider beskyttet som vildtreservater eller vildtforvaltningsområder.
Flodsystemet passerer eller grænser op til følgende nationalparker:
- Luengue-Luiana nationalpark (Angola)
- Sioma Ngwezi nationalpark (Zambia)
- Bwabwata nationalpark (Namibia)
- Mudumu nationalpark (Namibia)
- Nkasa Rupara nationalpark (Namibia)
- Chobe nationalpark (Botswana)